# Professional'nyj Basketbol'nyj klub Lokomotiv Kuban' 2013-2014
Questa voce raccoglie le informazioni riguardanti il Professional'nyj Basketbol'nyj klub Lokomotiv Kuban' nelle competizioni ufficiali della stagione 2013-2014.

## Stagione
La stagione 2013-2014 del Professional'nyj Basketbol'nyj klub Lokomotiv Kuban' è la 17ª nel massimo campionato russo di pallacanestro, la VTB United League.

## Roster
Aggiornato al 4 novembre 2022
| Lokomotiv Kuban Krasnodar 2013-14 | Lokomotiv Kuban Krasnodar 2013-14 |
| Giocatori                         | Staff tecnico                     |
| --------------------------------- | --------------------------------- |

| N. | Naz.                   | Ruolo | Nome              | Anno | Alt.   | Peso   |  |
| -- | ---------------------- | ----- | ----------------- | ---- | ------ | ------ |  |
| 4  | Russia (bandiera)      | G     | Maksim Grigor'ev  | 1990 | 195 cm | 90 kg  |  |
| 5  | Stati Uniti (bandiera) | AG    | Derrick Brown     | 1987 | 203 cm | 106 kg |  |
| 6  | Stati Uniti (bandiera) | P     | Marcus Williams   | 1985 | 190 cm | 95 kg  |  |
| 7  | Stati Uniti (bandiera) | AC    | Richard Hendrix   | 1986 | 206 cm | 113 kg |  |
| 8  | Russia (bandiera)      | C     | Igor' Kanygin     | 1994 | 206 cm | 105 kg |  |
| 9  | Lituania (bandiera)    | P     | Mantas Kalnietis  | 1986 | 195 cm | 92 kg  |  |
| 10 | Russia (bandiera)      | G     | Sergej Bykov (C)  | 1983 | 190 cm | 90 kg  |  |
| 11 | Russia (bandiera)      | AP    | Valerij Lichodej  | 1986 | 204 cm | 100 kg |  |
| 12 | Russia (bandiera)      | A     | Andrej Zubkov     | 1991 | 206 cm | 100 kg |  |
| 13 | Lituania (bandiera)    | AP    | Simas Jasaitis    | 1982 | 202 cm | 98 kg  |  |
| 14 | Russia (bandiera)      | G     | Maksim Koljuškin  | 1990 | 193 cm | 78 kg  |  |
| 17 | Russia (bandiera)      | PG    | Bogdan Bogdanov   | 1994 | 192 cm | 82 kg  |  |
| 18 | Russia (bandiera)      | C     | Roman Gruščenko   | 1995 | 205 cm | 98 kg  |  |
| 21 | Russia (bandiera)      | C     | Aleksej Žukanenko | 1986 | 210 cm | 110 kg |  |
| 22 | Australia (bandiera)   | C     | Aleks Marić       | 1984 | 211 cm | 125 kg |  |
| 24 | Russia (bandiera)      | GA    | Anton Ponkrašov   | 1986 | 200 cm | 93 kg  |  |
| 44 | Croazia (bandiera)     | AP    | Krunoslav Simon   | 1985 | 197 cm | 98 kg  |  |

| Allenatore                                                                                         |
| - Evgenij Pašutin                                                                                  |
| Assistente/i                                                                                       |
| - Saša Grujić - Ivan Jeremić - Zachar Pašutin Legenda - (C) Capitano - (IN) Inattivo - Infortunato |

## Mercato

### Sessione estiva
| Acquisti | Acquisti          | Acquisti       | Acquisti          | Acquisti |
| R.       | Nome              | da             | Modalità          |          |
| -------- | ----------------- | -------------- | ----------------- | -------- |
| P        | Marcus Williams   | Málaga         | definitivo        |          |
| AP       | Krunoslav Simon   | Málaga         | definitivo        |          |
| C        | Aleksej Žukanenko | Chimki         | definitivo        |          |
| AG       | Richard Hendrix   | Olimpia Milano | riscatto prestito |          |

| Cessioni | Cessioni           | Cessioni          | Cessioni       | Cessioni |
| R.       | Nome               | a                 | Modalità       |          |
| -------- | ------------------ | ----------------- | -------------- | -------- |
| G        | Jimmy Baron        | Virtus Roma       | fine contratto |          |
| P        | Nick Calathes      | Memphis Grizzlies | rescissione    |          |
| AG       | Maksim Šeleketo    | UNICS Kazan'      | fine contratto |          |
| C        | Aleksej Savrasenko |                   | ritirato       |          |
| C        | Grigorij Šuchovcov | CSKA Mosca        | fine contratto |          |

### Dopo l'inizio della stagione
| Acquisti | Acquisti        | Acquisti         | Acquisti         | Acquisti   |
| R.       | Nome            | da               | Data             | Modalità   |
| -------- | --------------- | ---------------- | ---------------- | ---------- |
| GA       | Anton Ponkrašov | Kr. Kryl. Samara | 16 febbraio 2014 | definitivo |

| Cessioni | Cessioni     | Cessioni     | Cessioni         | Cessioni    |
| R.       | Nome         | a            | Data             | Modalità    |
| -------- | ------------ | ------------ | ---------------- | ----------- |
| G        | Sergej Bykov | UNICS Kazan' | 14 febbraio 2014 | rescissione |